# Actias parasinensis
Actias parasinensis es una especie de lepidóptero ditrisio de la familia Saturniidae. Se encuentra en Bután, India, Tailandia, Laos y Vietnam.
Las larvas se han registrado alimentándose de especies Liquidambar.